# マリアンネ・フェルソラ
マリアンネ・フィルソラ・ノルベルト（Marianne Fersola Norberto、1992年1月16日 - ）は、ドミニカ共和国の女子バレーボール選手。ポジションはミドルブロッカー。ドミニカ共和国代表。

## 来歴
2009年、ドミニカ共和国代表に初選出される。同年7月の世界ジュニア選手権で銀メダルを獲得した。2010年、トリノ国際でシニアデビューを果たす。
2013年、北中米選手権銀メダルを獲得した。同年11月のワールドグランドチャンピオンズカップに出場した。

## 球歴
- ワールドグランプリ - 2010年、2012年、2013年、2014年
- 北中米選手権 - 2013年
- グラチャン - 2013年

## 所属クラブ
- Mirador（2005-2006年）
- Distrito Nacional（2006-2007年）
- La Romana（2007-2008年）
- Pueblo Nuevo（2008-2009年）
- CAVムルシア2005（2009-2010年）
- Mirador（2010-2012年）
- Universidad César Vallejo（2012-2013年）
- イトゥサチ・バクー（2013-2014年）
- Mirador（2014-2016年）
- CV Túpac Amaru（2017-2019年）
- Cristo Rey VC（2017-2019年、2021年）
- Grupo SOAN（2021-2022年）